# Nkankanzock
nkakanzock et non nkankanzock
Nkankanzock ou Nkakanzock est un village de la Région du Littoral du Cameroun, situé dans la commune d'Édéa Ier. Il est situé sur la route qui lie Edéa à Nzock Nkong puis vers Nkankanzock.

## Population et développement
En 1967, la population de Nkankanzock était de 300 habitants. La population de Nkankanzock était de 220 habitants dont 101 hommes et 119 femmes, lors du recensement de 2005. Elle est essentiellement composée de Bakoko. 